# Aldo Mezzanotte
Aldo Mezzanotte, noto come Patata (1908 – 1926) è stato un circense e attore italiano, noto per i suoi ruoli di attore bambino tra il 1917 e il 1921.

## Biografia
Aldo Mezzanotte (Patata) era un piccolo acrobata della compagnia circense di Luciano Albertini, di cui era una della maggiori attrazioni in coppia con un altro bambino acrobata, del quale si conosce solo il nome d'arte di Arnold. Il duo "Arnold e Patata" è presente in numerosi film tra il 1917 e il 1921 in produzioni dove è impegnata l'intera loro compagnia, specializzatasi nel nascente genere peplum in Italia. Arnold e Patata sono i "figli" della "famiglia Sansonia", con il "padre" Sansone (Luciano Albertini), e la "madre" Sansonette (Linda Albertini).
Mezzanotte muore ancora giovanissimo di setticemia nell'ottobre 1926, e così anche Arnold negli stessi anni.

## Filmografia
- La spirale della morte, regia di Filippo Castamagna e Domenico Gambino (1917)
- Sansone contro i Filistei, regia di Domenico Gaido (1918)
- Un dramma in wagon-lits, regia di Riccardo Tolentino (1919)
- Il protetto della morte, regia di Filippo Castamagna (1919)
- I quattro moschettieri, regia di Filippo Castamagna (1919)
- Il re dell'abisso, regia di Riccardo Tolentino (1919)
- Sansone e la ladra di atleti, regia di Amedeo Mustacchi (1919)
- Sansone muto, regia di Filippo Castamagna (1919)
- I figli di Sansonia, regia di Filippo Castamagna (1920)
- Sansone burlone, regia di Filippo Castamagna (1920)
- Sansone e i rettili umani, regia di Amedeo Mustacchi (1920)
- Sansonette amazzone dell'aria, regia di Giovanni Pezzinga (1920)
- Sansonette danzatrice della prateria, regia di Giovanni Pezzinga (1920)
- Il mistero della mano, regia di Giovanni Pezzinga (1921)
- I due mozzi, regia di Amedeo Mustacchi (1921)
- I derelitti di Valcourt, regia di Amedeo Mustacchi (1921)
- Il mostro di Frankenstein, regia di Eugenio Testa (1921)